# Mary McConneloug
Mary C. McConneloug (nascida em 24 de junho de 1971) é uma ciclista olímpica estadunidense. Representou sua nação nos Jogos Olímpicos de Verão de 2004 e 2008.